# Shakespeares Werke
Shakespeares Werke umfassen 38 Dramen, die Versdichtungen und 154 Sonette. Einzelne moderne Herausgeber zählen außerdem noch zwei vermutlich verlorene Dramen und zwei Werke, an denen Shakespeare möglicherweise mitgearbeitet hat, zum Kanon.

## Dramen
Die Dramen werden gemäß dem Verzeichnis der First Folio in Komödien, Historien und Tragödien eingeteilt. Bei den Komödien unterscheidet man die heiteren Komödien, die sogenannten Problemstücke und die Romanzen. Von den Historien oder Königsdramen werden acht Werke zu zwei Tetralogien zusammengefasst, der Lancaster- und der York-Tetralogie, die die Epoche der sogenannten Rosenkriege beschreiben. Bei den Tragödien unterscheidet man die frühen Tragödien, die Römerdramen und die großen Tragödien.

### Komödien
Die sogenannten „heiteren Komödien“ werden manchmal in zwei Gruppen unterteilt, die sieben frühen und die drei späten oder romantischen Komödien. Entsprechend unterscheidet man die Gruppe der frühen Komödien: Die Komödie der Irrungen, Verlorene Liebesmüh, Der Widerspenstigen Zähmung, Zwei Herren aus Verona, Ein Sommernachtstraum, Der Kaufmann von Venedig und Die lustigen Weiber von Windsor von der Gruppe der romantischen oder späten Komödien Viel Lärm um nichts, Wie es euch gefällt und Was ihr wollt.
Die Problemstücke
Wiewohl der Begriff in jüngerer Zeit zunehmend in Frage gestellt wurde, werden in der Literatur seit Frederick Boas die drei Werke Troilus und Cressida, Ende gut, alles gut und Maß für Maß vielfach zu den sogenannten Problemstücken gezählt. Die genannten Werke wurden schon von Coleridge und Dowden als eigenständige Gruppe angesehen. Boas wählte den Begriff in Anlehnung an die modernen Dramen von Ibsen, Pinero und Shaw und hat ihn auf Shakespeares Werke übertragen. Charakteristisch für die Problemstücke ist der ernsthafte Ton und die im Gegensatz zu den Romanzen deutlich realistischere Handlung. Im Zentrum steht vor allem die gesellschaftliche Regulierung von Sexualität. Die Konfliktlösung erfolgt auch nicht mehr wie etwa im Sommernachtstraum durch Zauberei, sondern durch den „bed-trick“, den vertauschten Liebespartner und den gewaltförmigen Eingriff des Herrschers in die Partnerwahl.
Die Romanzen
Zu den Romanzen werden seit den Arbeiten des irischen Kritikers Edward Dowden die Stücke Perikles, Prinz von Tyrus, Ein Wintermärchen, Cymbeline, Der Sturm und von manchen Autoren auch Die beiden edlen Vettern und Heinrich VIII. gerechnet. Als wichtige Merkmale der Romanzen gelten Wunder, Märchenmotive, komplexe Familienbeziehungen und weitläufige Reisen. Die Auslösung einer existenzbedrohenden Krise einer Figur durch eine erzwungene Trennung mit einer unerwarteten Wiedervereinigung mit der Familie oder dem Partner, sowie eine problematische Vater-Tochter-Beziehung findet sich im Zusammenhang mit einer Tendenz zur Entpsychologisierung und eher schematischen Darstellung der Charaktere, die in eine unglaubwürdige Handlungsfolge eingebettet werden. Das Vorkommen einer Schiffsreise oder eines Schiffbruches mit entsprechend aufwendigen Aufführungsbedingungen wird im Zusammenhang mit der Tatsache gesehen, dass Shakespeares Theatergruppe ab 1608 die Möglichkeit hatte, regelmäßig im Blackfriars Theatre zu arbeiten, wo vermutlich eine komplexere Bühnentechnik zur Verfügung stand.

### Historien
Bei den Historien werden die Werke König Johann und Heinrich VIII. keiner größeren Gruppe zugerechnet. Den Werkzyklus der beiden Tetralogien hat Shakespeare mit der Arbeit am zweiten Teil von Heinrich VI. begonnen, also gewissermaßen mit dem durch den Tod von Richard III. nahenden Ende der Rosenkriege. Erst danach hat er die Lancaster-Tetralogie verfasst. Mit der Entthronung Richard II. durch Henry Bolingbroke, dem späteren König Heinrich IV. beginnen die Rosenkriege. Die Lancaster-Tetralogie endet mit dem Sieg von König Heinrich V. in der Schlacht von Agincourt.

### Tragödien
Die Einteilung der Tragödien sieht die Unterscheidung der frühen Tragödien Titus Andronicus und Romeo und Julia vor, die Zusammenstellung von Julius Cäsar, Antonius und Cleopatra und Coriolanus zu den sogenannten Römerdramen und die Herausstellung von Hamlet, Othello, König Lear und Macbeth als „große“ Tragödien. Manchmal wird zu dieser letzten Gruppe Timon von Athen hinzugerechnet und man spricht dann weniger wertend von den späten Tragödien.

### Sonstige Dramen
Die Werke The History of Cardenio und Love’s Labour’s Won werden in zeitgenössischen Verzeichnissen aufgeführt, sind aber vermutlich verloren. Cardenio, inspiriert von einer Figur in Miguel de Cervantes’ Werk Don Quijote von der Mancha, hat allerdings laut neuerer Forschung fragmentarisch in dem 1727 aufgeführten Stück Double Falsehood von Lewis Theobald überlebt. Das anonym erschienene Drama Edward III. und das handschriftliche Fragment des kollaborativ verfassten Dramas Sir Thomas More werden von manchen Autoren zu Shakespeares Werken hinzugerechnet. Zusammen mit den 36 Stücken aus der First Folio und den beiden nur als Quarto überlieferten Dramen Pericles und Two Noble Kinsmen, gehen verschiedene Gelehrte also von 42 bekannten Shakespeare-Dramen aus. Von den sogenannten Shakespeare-Apokryphen (sieben in der „Third Folio“ von 1664 aufgenommene Werke) betrachtet man heute nur noch Pericles als authentisch.

## Poetische Werke
Zu Shakespeares poetischen Werken gehören seine Sonette und die Gruppe der Versdichtungen, bestehend aus Venus und Adonis, Lucretia, Der Liebenden Klage, Der verliebte Pilger und Der Phoenix und die Turteltaube.